# یواس‌ان‌اس گروهبان ترومن کیمبرو (تی‌ای‌کی-۲۵۴)
یواس‌ان‌اس گروهبان ترومن کیمبرو (تی‌ای‌کی-۲۵۴) (به انگلیسی: USNS Sgt. Truman Kimbro (T-AK-254)) یک کشتی بود که طول آن ۴۵۵ فوت (۱۳۹ متر) بود. این کشتی در سال ۱۹۴۴ ساخته شد.